# Liste des routes du Québec
Ceci est la liste des routes nationales du Québec.

## Routes nationales
| 100-119 | 120-139 | 140-159 | 160-179 | 180-199                                                                 |
| --- | --- | --- | --- | ----------------------------------------------------------------------- |
| - Route 101 - Route 104 - Route 105 - Route 107 - Route 108 - Route 109 - Route 111 - Route 112 - Route 113 - Route 116 - Route 117 | - Route 122 - Route 125 - Route 131 - Route 132 - Route 133 - Route 134 - Route 136 - Route 136 (Montréal) - Route 137 - Route 138 - Route 139 | - Route 141 - Route 143 - Route 147 - Route 148 - Route 153 - Route 155 - Route 157 - Route 158 - Route 159 | - Route 161 - Route 162 - Route 165 - Route 167 - Route 169 - Route 170 - Route 171 - Route 172 - Route 173 - Route 175 | - Route 185 - Route 191 - Route 195 - Route 197 - Route 198 - Route 199 |

## Routes régionales

### Rive sud du Saint-Laurent
| 200-219 | 220-239 | 240-259 | 260-279 | 280-299 |
| --- | --- | --- | --- | --- |
| - Route 201 - Route 202 - Route 203 - Route 204 - Route 205 - Route 206 - Route 207 - Route 208 - Route 209 - Route 210 - Route 211 - Route 212 - Route 213 - Route 214 - Route 215 - Route 216 - Route 217 - Route 218 - Route 219 | - Route 220 - Route 221 - Route 222 - Route 223 - Route 224 - Route 225 - Route 226 - Route 227 - Route 228 - Route 229 - Route 230 - Route 231 - Route 232 - Route 233 - Route 234 - Route 235 - Route 236 - Route 237 - Route 239 | - Route 241 - Route 243 - Route 245 - Route 247 - Route 249 - Route 251 - Route 253 - Route 255 - Route 257 - Route 259 | - Route 261 - Route 263 - Route 265 - Route 267 - Route 269 - Route 271 - Route 273 - Route 275 - Route 276 - Route 277 - Route 279 | - Route 281 - Route 283 - Route 285 - Route 287 - Route 289 - Route 291 - Route 293 - Route 295 - Route 296 - Route 297 - Route 298 - Route 299 |

### Rive nord du Saint-Laurent
| 300-319                                                                             | 320-339 | 340-359 | 360-379 | 380-399 |
| ----------------------------------------------------------------------------------- | --- | --- | --- | --- |
| - Route 301 - Route 303 - Route 307 - Route 309 - Route 311 - Route 315 - Route 317 | - Route 321 - Route 323 - Route 325 - Route 327 - Route 329 - Route 333 - Route 335 - Route 337 - Route 338 - Route 339 | - Route 340 - Route 341 - Route 342 - Route 343 - Route 344 - Route 345 - Route 346 - Route 347 - Route 348 - Route 349 - Route 350 - Route 351 - Route 352 - Route 354 - Route 358 - Route 359 | - Route 360 - Route 361 - Route 362 - Route 363 - Route 364 - Route 365 - Route 366 - Route 367 - Route 368 - Route 369 - Route 370 - Route 371 - Route 372 - Route 373 | - Route 381 - Route 382 - Route 385 - Route 386 - Route 388 - Route 389 - Route 390 - Route 391 - Route 393 - Route 395 - Route 397 - Route 399 |

## Routes d'accès aux ressources et aux localités isolées
- Route de la Baie-James
- Route du Nord
- Route Transtaïga